# Luka Ilić
Pour les articles homonymes, voir Ilić.
Luka Ilić (en serbe : Лука Илић) est un footballeur serbe né le 2 juillet 1999 à Niš. Il évolue au poste de milieu offensif au Real Oviedo.

## Biographie

### En club
En 2014, il rejoint les catégories de jeunes de l'Étoile rouge de Belgrade, avant de signer son premier contrat professionnel en février 2016. Le 6 juillet 2017, il fait sa première apparition avec l'équipe A lors du deuxième tour qualificatif de la Ligue Europa contre les maltais du Floriana FC. Quelques jours plus tard, il s'engage avec les Anglais de Manchester City pour 5 millions d'euros avec son petit frère Ivan, mais il continue la saison 2017-2018 en prêt avec l'Étoile rouge de Belgrade. Il marque son premier but le 14 octobre 2017 lors d'une victoire de son équipe 4-0 contre le Mačva Šabac.
Lors de l'été 2018, il est transféré au club néerlandais du NAC Breda. Il inscrit son premier but en Eredivisie le 27 octobre 2018, sur la pelouse de l'ADO La Haye (1-1).
Le 31 janvier 2022, il signe un contrat de deux ans et demi avec l'ESTAC Troyes.
Le 18 juillet 2025, il signe un contrat de 3 ans avec le Real Oviedo. Le montant du transfert est estimé à 2 millions d'euros.

### En sélection
Avec les moins de 17 ans, il participe au championnat d'Europe des moins de 17 ans en 2016. Lors de cette compétition organisée en Azerbaïdjan, il joue deux matchs, contre l'Espagne et les Pays-Bas. Avec un bilan d'un nul et deux défaites, la Serbie ne dépasse pas le premier tour du tournoi.
Le 10 novembre 2017, il reçoit sa première sélection avec les espoirs, lors d'une rencontre face à l'Autriche. Il se met immédiatement en évidence en inscrivant un but. Ce match gagné 1-3 rentre dans le cadre des éliminatoires de l'Euro espoirs 2019. Luka Ilić marque ensuite deux autres buts à l'occasion des éliminatoires de l'Euro espoirs 2021, contre l'Estonie et la Bulgarie.

## Vie personnelle
Son frère Ivan Ilić est également footballeur professionnel.

## Palmarès
- Champion de Serbie en 2018 avec l'Étoile rouge de Belgrade